# Preston Burke
Preston Xavier Burke è un personaggio della serie televisiva Grey's Anatomy, interpretato dall'attore Isaiah Washington.

## Introduzione
Preston Xavier Burke è un affermato cardiochirurgo del Seattle Grace Hospital e aspirante Primario del reparto di Chirurgia.
Si innamora della cinica specializzanda Cristina Yang con la quale ha una tormentata storia d'amore. Nell'ultimo episodio della terza stagione Cristina abbandona Burke all'altare, che lascia definitivamente il Seattle Grace.
Appassionato di musica jazz, ama suonare la tromba e colleziona la discografia di Eugene Foote.

## Storia

### Prima stagione
Il Dr. Preston Burke ha frequentato il College alla Tulane University e conseguito la Laurea in Medicina e Chirurgia presso l'Università Johns Hopkins. Lavora come strutturato al Seattle Grace Hospital ed è considerato uno dei migliori cardiochirurghi in circolazione. All'inizio della stagione conosce e si innamora della specializzanda di primo anno Cristina Yang, che a causa di una gravidanza indesiderata lo allontana repentinamente. Lui, all'oscuro di tutto, per tutelare la carriera di entrambi che risentirebbe di una relazione medico-subordinato decide di lasciarla. Poco dopo Cristina ha un aborto spontaneo.

### Seconda stagione
Dopo l'aborto, Cristina e Burke ritornano insieme e decidono di andare a convivere nell'appartamento di lui. Nel finale della seconda stagione viene ferito durante una sparatoria in ospedale, riportando una seria ferita alla spalla destra che compromette la funzionalità della sua mano. Derek Shepherd lo opera e Burke sembra recuperare.

### Terza stagione
L'operazione alla mano sembra andata a buon fine e dopo un breve periodo di convalescenza Derek Shepherd dà il suo benestare perché Burke ricominci a operare. In verità Burke continua ad avere spasmi alla mano, decide però di nascondere al resto dello staff i suoi tremori e si fa assistere da Cristina in tutte le sue operazioni cardiochirurgiche affinché lei sia pronta a intervenire in caso qualcosa vada storto. Messa sotto pressione dai colleghi, che intuiscono che i due stanno nascondendo qualcosa, Cristina racconta tutto al Primario Webber, ormai prossimo al pensionamento. Ne conseguirà che Burke, fino ad allora destinato a essere il futuro Primario del reparto, perda la credibilità agli occhi di Webber.
Dopo un periodo di alti e bassi con Cristina, Burke le chiede di sposarlo, lei, dapprima titubante, accetta infine la proposta. Il giorno delle nozze, mentre una Cristina agitatissima sta per raggiungere l'altare, Burke resosi conto di quanto la donna si stia sforzando di accontentarlo e di quanto vogliano cose diverse, la abbandona all'altare. Più tardi, Cristina sconvolta torna nel loro appartamento e scopre che Burke ha lasciato Seattle.

### Quarta stagione
Nell'episodio 14 della quarta stagione si viene a sapere tramite un trafiletto su un giornale che gli è stato conferito il prestigioso premio Harper Avery. Cristina rimane profondamente delusa dal non essere citata nell'articolo, nonostante tutto l'aiuto che gli aveva conferito quando più ne aveva avuto bisogno.

### Decima stagione
Burke fa la sua ricomparsa nell'episodio 10x22. Cristina viene invitata come relatrice a una conferenza medica a Zurigo. La donna scoprirà di essere stata invitata da Burke in persona, divenuto primario del reparto di cardiochirurgia di un avveniristico ospedale. Nel corso dell'episodio, Burke racconta a Cristina di essersi sposato e di avere due figlie. Rivela inoltre di avere in progetto un trasferimento in Italia, motivo per il quale offrirà alla donna il suo posto di primario. Cristina accetterà, lasciando definitivamente il Grey Sloan Memorial Hospital.

## Controversie
Nel quattordicesimo episodio della quarta stagione appare un articolo che parla del dottor Burke nel quale si vede una sua foto: l'attore che interpretava il personaggio e che è stato escluso dal cast della quarta stagione ha fatto causa alla ABC per aver usato la sua immagine senza i dovuti permessi.